# 2022年世界田徑錦標賽中國香港代表團
香港共1位選手參加2022年7月15日至24日於美国俄勒冈州尤金舉辦的2022年世界田径锦标赛。
香港唯一代表姚潔貞參加世界田徑錦標賽女子馬拉松，最終總成績排名第29名。

## 成績
田徑
| 運動員 | 項目       | 最終成績 | 最終成績 |
| 運動員 | 項目       | 總成績   | 排名     |
| ------ | ---------- | -------- | -------- |
| 姚潔貞 | 女子馬拉松 | 2:43:13  | 29       |